# 剣護身術
剣護身術（ツルギごしんじゅつ）とは、黒木博文（ヒーロ黒木）が代表を務める護身術の団体である。
「自らを護り、大切な人を護るチカラ」を全世界に流布すべく日々活動を続けている。

## 概要
剣護身術は、日本武術（主に大東流合気柔術）をベースにしており、丹田呼吸法をはじめとする各種呼吸法を含む静的トレーニング、剣術や体捌きなどの武術トレーニングをいった基本から合気の技法を駆使した柔術技法、突きや蹴りに対応する対打撃技法、刃物などの凶器を持った相手を無力化し制圧する対武器技法、複数の相手を瞬時に捌く対多人数技法など、いずれも常に実戦に即した内容で稽古体系が構成されている。

## 組織運営
東京本部以外に、愛知、大阪、和歌山、福岡に支部が設置されている。また、支部以外に10ヶ所以上の拠点があり、護身術普及活動を行っている。

## 沿革
- 2008年9月　秋葉原連続通り魔をきっかけに、大分県で護身術の指導を始める。
- 2010年9月　東京池袋で護身術セミナーを初開催。
- 2010年12月　名古屋初上陸。
- 2011年3月　大阪初上陸。
- 2012年4月　東京に本部を移す。
- 2013年6月　社会貢献活動「子ども達を護れ！！学校プロジェクト」を発足。
- 2014年3月　福岡初上陸。
- 2015年9月　北海道初上陸。
- 2015年11月　沖縄初上陸。
- 2017年5月　文京区に常設道場を開設。
- 2019年10月　総合護身インストラクター養成講座をスタート。
- 2021年4月　本部道場を千代田区に移転する。

## 社会貢献活動
2013年から社会貢献活動として、全国の学校に護身術専門機関としての防犯の知識・技術を指導に赴く「子ども達を護れ！！学校プロジェクト」を行っている。指導実績は7千人を超える（2023年現在）

## 参考・引用
- 負けない護身
- ラクにのがれる護身術